# كيبا أريزابالاغا
كيبا أريزابالاغا ريبويلتا (بالإسبانية: Kepa Arrizabalaga Revuelta؛ مواليد 3 أكتوبر 1994) هو لاعب كرة قدم إسباني يلعب كحارس مرمى لنادي أرسنال الإنجليزي ويلعب أيضا مع منتخب إسبانيا لكرة القدم.
أنضم لأتلتيك بيلباو، ولعب أول مبارياته الرسمية على سبيل الإعارة مع بونفيرادينا وبلد الوليد في دوري الدرجة الثانية الإسباني. ثم عاد إلى ناديه الأول، حيث شارك في 54 مباراة في جميع المسابقات. وفي عام 2018 وقع مع تشيلسي الإنجليزي.
فاز أريزابالاغا في ببطولة أوروبا تحت 19 سنة في عام 2012 مع منتخب إسبانيا تحت 19 وشارك لأول مرة مع المنتخب الأول في 2017، وكان ضمن الفريق المشارك في كأس العالم 2018.

## مسيرته الكروية

### أتلتيك بيلباو
ولد في أونداروا، بيسكاي، إقليم الباسك، انضم أريزابالاغا إلى فريق الشباب لنادي أتلتيك بيلباو في ليزاما في عام 2004، وكان يبلغ من العمر عشر سنوات. ولعب أول مباراة له مع فريق أتلتيك بيلباو للهواه في عام 2011، في دوري الدرجة الثالثة الإسباني.
في 5 مايو 2012، استدعى أريزابالاغا إلى الفريق الأول لمباراة في الدوري الاسباني ضد نادي خيتافي، لكنه لم يشارك في المباراة التي أنتهت بنتيجة التعادل 0–0 في ملعب سان ماميس. كما تم استدعائه إلى الاستعدادات للموسم الجديد في يوليو، وفي 23 سبتمبر كان أيضا بديلا في ضد مالقا في المباراة التي أنتهت بنتيجة التعادل 0–0.
في يناير 2013 تمت ترقية أريزابالاغا إلى إلى الفريق الاحتياطي، لتغطية مكان المصاب يون أندير سيرانتيس. لعب لأول مرة له مع أتلتيك بيلباو ب في 16 فبراير 2013، وحافظ على نظافة شباكة في المباراة التي أنتهت بنتيجة 1–0 ضد أود لوغرونيس في الدوري الإسباني الدرجة الثانية بي.
لعب أريزابالاغا بشكل أساسي مع أتلتيك بيلباو ب بعد عودته، لكنه عانى من كسر مشط يده اليمنى في يناير 2014، وغاب لمدة شهر.

#### بونفيرادينا (إعارة)
في 5 يناير 2015، تمت إعارة أريزابالاغا إلى بونفيرادينا في دوري الدرجة الثانية الإسباني حتى يونيو. وأخيرا، لعب أول مباراة رسمية له في المباراة التي أنتهت بالتعادل الإيجابي بنتيجة 1–1 ضد راسينغ سانتاندير.

#### بلد الوليد (إعارة)
في 20 يوليو 2015، انتقل أريزابالاغا إلى بلد الوليد أيضا في الدرجة الثانية، في إعارة لمدة موسم. لعب أول مباراة له في 22 أغسطس، في المباراة التي أنتهت بخسارة فريقه 0–1 ضد نادي قرطبة، وغاب عن ثلاث مباريات فقط بينما أنهى فريقه الموسم في المركز 16.

#### العودة من الإعارة
بعد عودته من الإعارة، تم ضم أريزابالاغا بالتأكيد إلى الفريق الأول، في البداية كخيار ثالث وراء غوركا إيرايزوز وياغو هيريرين. ولعب أول مباراة له في الجولة الأولى في 11 سبتمبر 2016، في المباراة التي أنتهت فاز بها فريقه 1–0 على ديبورتيفو لاكورونيا.
في 22 يناير 2018، وسط الشائعات التي تقول أنه سينتقل إلى ريال مدريد، جدد أريزابالاغا عقده حتى يونيو 2025.

### تشيلسي

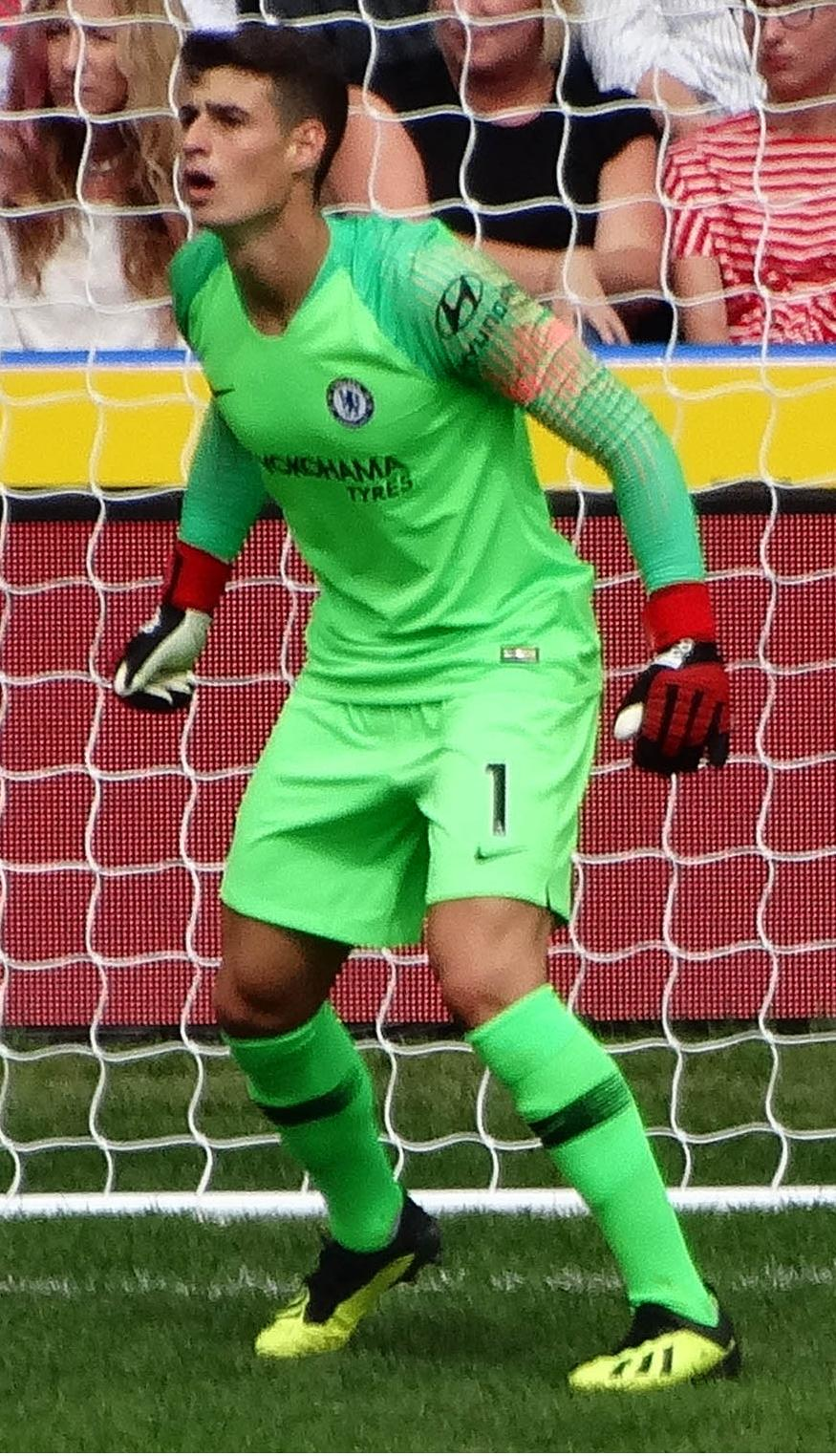
أريزابالاغا يلعب مع تشيلسي في 2018.

في 8 أغسطس 2018، أعلن أتلتيك بيلباو عبر موقعه على الإنترنت أن أريزابالاغا دفع الشرط الجزائي البالغ 80 مليون يورو / 71.6 مليون جنيه إسترليني، ليصبح أغلى حارس مرمى في التاريخ، بعد أسابيع من انتقال صاحب الرقم القياسي السابق أليسون بيكر إلى ليفربول. في وقت لاحق من ذلك اليوم، تم تأكيد انتقاله إلى تشيلسي.
وشارك لأول مرة في الدوري الإنجليزي الممتاز بعد ثلاثة أيام في مباراة الفوز 3–0 خارج أرضه أمام هدرسفيلد تاون؛ وواصل حفاظه على نظافة شباكة في ست مباريات من أصل 12 مباراة في الدوري لم يخسر بها الفريق، قبل أن يهزم 3–1 أمام توتنهام هوتسبر.
في 24 يناير 2019، في مباراة الإياب من الدور نصف النهائي لكأس رابطة الأندية الإنجليزية المحترفة، تصدى أريزابالاغا لركلة جزاء لوكاس مورا من توتنهام في 4–2 ليساعد فريقه على الفوز في ستامفورد بريدج والتأهل إلى المباراة النهائية.
في 24 فبراير 2019 خلال نهائي كأس رابطة الأندية الإنجليزية المحترفة 2019 ضد حامل اللقب مانشستر سيتي وعندما كانت نتيجة المباراة 0–0 وكان من الواضح ان المباراة تتجه لركلات الترجيح، أراد ماوريسيو ساري استبدال أريزابالاغا بويلي كاباييرو، لكن أريزابالاغا رفض التبديل. وخلال ركلات الترجيح، أخطى كيبا بالتصدي لركلة سيرخيو أغويرو حيث دخلت مرماه بشكل ضعيف، ثم تصدّى لركلة ليروي ساني، حيث خسر تشيلسي بركلات الترجيح 4–3. بعد المباراة، قال كل من أريزابالاغا وساري أن الوضع كان سوء فهم مع ساري معتقدا أن أريزابالاغا أصيب بإصابة بالغة مع اصابته بتمزق عضلي مستمر، ولكن أريزابالاغا شعر أنه بخير ويستطيع مواصلة المباراة.

## مسيرته الدولية
بعد مشاركته لمنتخب إسبانيا تحت 18 سنة، تم استدعاء أريزابالاغا إلى منتخب تحت 19 سنة في بطولة أوروبا تحت 19 سنة لعام 2012. كان متألق في البطولة، وتوج منتخبه بطلا فيها، وأبدع في مباراة نصف النهائي ضد فرنسا في المباراة التي أنتهت بنتيجة 3–3، حيث تصدى لركلتي جزاء في ركلات الترجيح.
غاب أريزابالاغا عن كأس العالم تحت 20 سنة لكرة القدم 2013 بسبب الإصابة، حيث تم استبداله بـ روبن يانيز. في 8 نوفمبر 2013 استدعائة إلى منتخب تحت 21 سنة، إلى جانب زميله في النادي إيكر مونياين.
تم استدعاء أريزابالاغا إلى المنتخب الأول في 22 مارس 2017 قبل تصفيات كأس العالم 2018 ضد إسرائيل وودية مع فرنسا، كبديل متأخر للمصاب بيبي رينا. لعب أول مباراة له في 11 نوفمبر من ذلك العام، حيث لعب 90 دقيقة كاملة في المباراة الودية التي أنتهت بنتيجة 5–0 على في كوستاريكا مالقة.
تم اختيار أريزابالاغا في تشكيلة المنتخب الإسباني المكونة من 23 لاعباً للمشاركة بكأس العالم 2018 في روسيا. لكنه لم يلعب أي مباراة.

## الإحصائيات

### النادي
آخر تحديث 24 فبراير 2019.
| النادي              | الموسم   | الدوري                           | الدوري | الدوري  | الكأس الوطني | الكأس الوطني | كأس الدوري | كأس الدوري | أوروبا | أوروبا  | أخرى   | أخرى    | المجموع | المجموع |
| النادي              | الموسم   | الدرجة                           | الظهور | الأهداف | الظهور       | الأهداف      | الظهور     | الأهداف    | الظهور | الأهداف | الظهور | الأهداف | الظهور  | الأهداف |
| ------------------- | -------- | -------------------------------- | ------ | ------- | ------------ | ------------ | ---------- | ---------- | ------ | ------- | ------ | ------- | ------- | ------- |
| باسكونيا            | 2011–12  | الدوري الإسباني الدرجة الثالثة   | 12     | 0       | —            | —            | —          | —          | —      | —       | —      | —       | 12      | 0       |
| باسكونيا            | 2012–13  | الدوري الإسباني الدرجة الثالثة   | 19     | 0       | —            | —            | —          | —          | —      | —       | —      | —       | 19      | 0       |
| المجموع             | المجموع  | المجموع                          | 31     | 0       | —            | —            | —          | —          | —      | —       | —      | —       | 31      | 0       |
| أتلتيك بيلباو ب     | 2012–13  | الدوري الإسباني الدرجة الثانية ب | 7      | 0       | —            | —            | —          | —          | —      | —       | 0      | 0       | 7       | 0       |
| أتلتيك بيلباو ب     | 2013–14  | الدوري الإسباني الدرجة الثانية ب | 26     | 0       | —            | —            | —          | —          | —      | —       | —      | —       | 26      | 0       |
| أتلتيك بيلباو ب     | 2014–15  | الدوري الإسباني الدرجة الثانية ب | 17     | 0       | —            | —            | —          | —          | —      | —       | 0      | 0       | 17      | 0       |
| المجموع             | المجموع  | المجموع                          | 50     | 0       | —            | —            | —          | —          | —      | —       | 0      | 0       | 50      | 0       |
| أتلتيك بيلباو       | 2014–15  | الدوري الإسباني                  | 0      | 0       | 0            | 0            | —          | —          | 0      | 0       | —      | —       | 0       | 0       |
| أتلتيك بيلباو       | 2015–16  | الدوري الإسباني                  | 0      | 0       | 0            | 0            | —          | —          | 0      | 0       | 0      | 0       | 0       | 0       |
| أتلتيك بيلباو       | 2016–17  | الدوري الإسباني                  | 23     | 0       | 0            | 0            | —          | —          | 0      | 0       | —      | —       | 23      | 0       |
| أتلتيك بيلباو       | 2017–18  | الدوري الإسباني                  | 30     | 0       | 1            | 0            | —          | —          | 0      | 0       | —      | —       | 31      | 0       |
| المجموع             | المجموع  | المجموع                          | 53     | 0       | 1            | 0            | —          | —          | 0      | 0       | —      | —       | 54      | 0       |
| بونفيرادينا (إعارة) | 2014–15  | الدوري الإسباني الدرجة الثانية   | 20     | 0       | 0            | 0            | —          | —          | —      | —       | —      | —       | 20      | 0       |
| بلد الوليد (إعارة)  | 2015–16  | الدوري الإسباني الدرجة الثانية   | 39     | 0       | 1            | 0            | —          | —          | —      | —       | —      | —       | 40      | 0       |
| تشيلسي              | 2018–19  | الدوري الإنجليزي                 | 26     | 0       | 1            | 0            | 4          | 0          | 6      | 0       | —      | —       | 37      | 0       |
| الإجمالي            | الإجمالي | الإجمالي                         | 219    | 0       | 3            | 0            | 4          | 0          | 6      | 0       | 0      | 0       | 232     | 0       |

1. ↑  تشمل كأس ملك إسبانيا وكأس الاتحاد الإنجليزي
2. ↑  تشمل كأس رابطة الأندية الإنجليزية المحترفة
3. ↑  المباريات في الدوري الأوروبي

### المنتخب
آخر تحديث 18 نوفمبر 2018.
| إسبانيا | إسبانيا | إسبانيا |
| العام   | الظهور  | الأهداف |
| ------- | ------- | ------- |
| 2017    | 1       | 0       |
| 2018    | 2       | 0       |
| المجموع | 3       | 0       |

## الإنجازات

### النادي
تشيلسي
- الدوري الأوروبي (1): 2019
- دوري أبطال أوروبا (1): 2020–21[38]
- كأس السوبر الأوروبي (1): 2021[39]
- كأس العالم للأندية (1): 2021[40]

 ريال مدريد
- الدوري الإسباني: 2023–24[41]
- كأس السوبر الإسباني: 2023–24[42]
- دوري أبطال أوروبا: 2023–24[43]

### المنتخب
إسبانيا
- دوري الأمم الأوروبية: 2022–23

 إسبانيا تحت 19
- بطولة أوروبا تحت 19 سنة (1): 2012.[28]

## وصلات خارجية
- كيبا أريزابالاغا على موقع الاتحاد الأوربي (الإنجليزية)
- كيبا أريزابالاغا على موقع قاعدة بيانات كرة القدم.إي يو (الإنجليزية)
- كيبا أريزابالاغا على موقع ليكيب (الفرنسية)
- كيبا أريزابالاغا على موقع ناشيونال فوتبول تيمز (الإنجليزية)
- كيبا أريزابالاغا على موقع Soccerbase.com (لاعب) (الإنجليزية)
- كيبا أريزابالاغا على موقع Soccerway.com (الإنجليزية)
- كيبا أريزابالاغا على موقع عالم كرة القدم.نت (الإنجليزية)
- كيبا أريزابالاغا على موقع AS.com (الإسبانية)
- كيبا أريزابالاغا – سجل منافسات اليويفا